# Джеймс Кларк (веслувальник)
Джеймс Кларк  (англ. Jim Clark, 15 липня 1950) — британський веслувальник, олімпійський медаліст.

## Виступи на Олімпіадах
| Олімпіада     | Дисципліна                        | Місце |
| ------------- | --------------------------------- | ----- |
| Мюнхен 1972   | четвірка розстібна без стернового | 7     |
| Монреаль 1976 | вісімка розстібна зі стерновим    | 2     |
| Москва 1980   | двійка парна                      | 4     |

## Зовнішні посилання
- Досьє на sport.references.com [Архівовано 3 листопада 2012 у Wayback Machine.]

1. ↑  James Scott Clark